# Дети солнца (фильм, 1956)
«Дети солнца» — двухсерийный фильм-спектакль 1956 года по одноименной пьесе Максима Горького в постановке Киевского государственного русского драматического театра имени Леси Украинки, режиссёры спектакля — Владимир Нелли-Влад и Михаил Романов (он же в главной роли).

## Сюжет
По пьесе «Дети солнца» Максима Горького.
Провинциальный город начала XX в. Здесь обитает учёный-химик Павел Протасов, не замечая ничего вокруг себя, он мечтает о красивом и сильном племени людей будущего — «детях солнца». Погруженный в работу, добрый и мягкий по натуре человек, он обрекает на тягостное одиночество свою жену…

## В ролях
- Михаил Романов — Павел Фёдорович Протасов
- Татьяна Семичёва — Елена Николаевна, жена Протасова
- Вера Предаевич — Лиза, сестра Протасова
- Лидия Карташова — Антоновна, нянька
- Юрий Лавров — Вагин
- Виктор Мягкий — Борис Николаевич Чепурной
- Анна Николаева — Мелания
- Алексей Бунин — Назар
- Олег Борисов — Миша
- Неонила Гнеповская — Фимка
- Моисей Розин — Егор
- Елена Метакса — Авдотья, жена Егора
- Сергей Петров — Яков Трошин
- Алексей Быков — Роман
- Галина Жирова — Луша
- Борис Марин — доктор

## Создатели фильма-спектакля
- Режиссёры спектакля: Владимир Нелли, Михаил Романов
- Режиссёр фильма: Алексей Швачко
- Оператор: Сергей Ревенко
- Художники: По декорациям - Н. Резник По костюмам - З. Корнеева По гриму - А. Матвеев
- Композитор: Лев Соковнин
- Звукооператор: А. Лупал

## О фильме-спектакле
Известная, долго бывшая в репертуаре, постановка Киевского государственного русского драматического театра имени Леси Украинки, в постановке и исполнении главной роли Михаилом Романовым — во многом обеспечившим такой успех, в его постановке спектакль был впервые показан в 1945 году, возобновив прерванную войной постановку 1937/1939 годов режиссёра Б. Н. Норда.

В Киевском театре русской драмы им. Леси Украинки в 1937 году режиссер Б. Н. Норд создал спектакль «Дети солнца», который — случай в летописях киевской сцены небывалый — продержался в репертуаре более двух десятилетий прежде всего, конечно, благодаря Романову, исполнявшему главную роль Павла Протасова. Михаил Федорович, артист-лирик, мастер мягкой, психологически утонченной растушовки роли, восхищал зрителей естественностью сценической жизни и мощным, нервным драматизмом игры.— История русского советского драматического театра: 1917-1945 / Константин Рудницкий. - М.: Просвещение, 1984. - стр. 178

Особенно поучительна история постановки, жившей два десятилетия на сцене Киевского русского драматического театра им. Леси Украинки. Своей долгой жизнью этот спектакль был обязан глубокой и яркой игре артиста М. Ф. Романова, в исполнении которого Протасов — талантливый, большой ученый, наивный и невольно бессердечный по отношению ко всему, что выходит за пределы его научных интересов. Так артист видел и играл Протасова вначале, так он видел и играл его через двадцать лет.— М. Горький, драматург / Борис Бялик. - М.: Советский писатель, 1977. - 638 с.- стр. 300

Глубокая, социально острая трактовка драматургического замысла, яркое раскрытие центрального образа пьесы — Протасова (нар. арт. СССР М. Романов) отличают этот спектакль.— Горький на сцене / Сергей Сергеевич Данилов. — М.: Искусство, 1958. — 281 с.

Среди удачных интерпретаций «Детей солнца» выделяется спектакль Киевского русского театра имени Леси Украинки, который сохранился в репертуаре Киевского театра до наших дней. Эта постановка отличалась удивительно тонкой и вдохновенной атмосферой. Правда сильно сказывалась «чеховская» тональность. Но она как нельзя лучше совпадала с лирическим дарованием замечательного актера М. Ф. Романова, игравшего Протасова как истинного «сына солнца», красавца-человека.— Очерки истории русского советского драматического театра: В 3-х т. / Под ред. Н. Г. Зографа. - М.: Издательство Академии наук СССР, 1960
Спектакль с успехом ставился Киевским театром и на гастролях в Москве и Ленинграде.

Москва помнит Протасова в репертуаре Романова—Павла Протасова, трагикомического героя горьковской пьесы «Дети солнца», ослепленного идеей «чистой науки» ученого, чью судьбу все так же мягко и человечно воплощал на сцене этот умный актер, не оставляющий вместе с тем у зрителя никаких сомнений относительно огромной, непростительной вины своего героя, забывающего об интересах и нуждах народа.— Огонёк, 1956 год